# Argiope caesarea
Argiope caesarea là một loài nhện trong họ Araneidae.
Loài này thuộc chi Argiope. Argiope caesarea được Tord Tamerlan Teodor Thorell miêu tả năm 1897.